# 許蟠雲
許蟠雲（1893年—？年），名震寰，以字行，別署警樨盦小主人。浙江省黃岩縣人。民國37年（1948年）在漁業團體第一區（江蘇、浙江、安徽、江西、湖北、湖南、四川、西康、貴州、雲南十省；上海、南京、漢口、重慶四市）當選第一屆立法委員。

## 生平[1]
- 京師大學堂畢業
- 西北農業大學德文教員
- 任河北省政府秘書處科長[2]
- 署理河北省大興縣縣長[3]
- 任山東省政府教育廳督學[4]
- 任南京市政府社會局科長[5]
- 免山東省政府教育廳督學[6]
- 免南京市政府社會局第一科科長[7][8]
- 任浙江省第八區行政督察專員[9]
- 浙江省第三區行政督察專員
- 署浙江永嘉縣縣長[10]
- 兼任浙江省第八區保安司令[11]
- 呈請辭浙江省第八區行政督察專員兼保安司令[12]
- 任浙江省政府委員[13]
- 呈請辭職浙江永嘉縣縣長[14]
- 派特種考試浙江省地方行政人員考試典試委員[15]
- 免浙江省政府委員[16]
- 立法院立法委員出席第一屆第一會期海事委員會(召集委員)、內政及地方自治委員會、國防委員會，後被註銷名籍[17]
- 浙江省政府遷定海後，從香港飛到了定海。軍政當局被懷疑其有奉黃紹竑的意圖來策反之嫌，匆匆離開定海到香港[18]
- 逃離定海後經香港到北京，後來參加華北人民革命大學政治研究院學習，結業後被分配到華東水產局當顧問[19][20]